# العلاقات الآيسلندية الكورية الجنوبية
العلاقات الآيسلندية الكورية الجنوبية هي العلاقات الثنائية التي تجمع بين آيسلندا وكوريا الجنوبية.

## مقارنة بين البلدين
هذه مقارنة عامة ومرجعية للدولتين:
| وجه المقارنة                                              | آيسلندا          | كوريا الجنوبية                                                          |
| --------------------------------------------------------- | ---------------- | ----------------------------------------------------------------------- |
| المساحة (كم2)                                             | 103.00 ألف       | 100.30 ألف                                                              |
| عدد السكان (نسمة)                                         | 317.35 ألف       | 51.47 مليون                                                             |
| الكثافة السكانية (ن./كم²)                                 | 3.08             | 513.16                                                                  |
| العاصمة                                                   | ريكيافيك         | سول                                                                     |
| اللغة الرسمية                                             | اللغة الآيسلندية | اللغة الكورية                                                           |
| العملة                                                    | كرونة آيسلندية   | وون كوري جنوبي                                                          |
| الناتج المحلي الإجمالي (بليون دولار)                      | 23.91 مليار      | 1.53 تريليون                                                            |
| الناتج المحلي الإجمالي (تعادل القوة الشرائية) بليون دولار | 15.79 مليار      | 1.75 تريليون                                                            |
| الناتج المحلي الإجمالي الاسمي للفرد دولار أمريكي          | 50.17 ألف        | 27.22 ألف                                                               |
| الناتج المحلي الإجمالي للفرد دولار أمريكي                 | 46.55 ألف        |                                                                         |
| مؤشر التنمية البشرية                                      | 0.899            | 0.901                                                                   |
| رمز المكالمات الدولي                                      | +354             | +82                                                                     |
| رمز الإنترنت                                              | .is              | .kr                                                                     |
| المنطقة الزمنية                                           | 00، أوروبا/لندن ‏ | توقيت كوريا الجنوبية، ت ع م+09:00، آسيا/سيول ‏، ت ع م+08:00، ت ع م+08:30 |

## منظمات دولية مشتركة
يشترك البلدان في عضوية مجموعة من المنظمات الدولية، منها:
| علم المنظمة | اسم المنظمة                               | تاريخ انضمام آيسلندا | تاريخ انضمام كوريا الجنوبية |
| ----------- | ----------------------------------------- | -------------------- | --------------------------- |
|             | مؤسسة التمويل الدولية                     | 20 يوليو 1956        | 16 مارس 1964                |
|             | مجموعة أستراليا                           | 1993                 | 1996                        |
|             | يونسكو                                    | 8 يونيو 1964         | 14 يونيو 1950               |
|             | مجموعة الموردين النوويين                  | ?                    | ?                           |
|             | مؤسسة التنمية الدولية                     | 19 مايو 1961         | 18 مايو 1961                |
|             | منظمة التعاون الاقتصادي والتنمية          | ?                    | 12 ديسمبر 1996              |
|             | المركز الدولي لتسوية المنازعات الاستشارية | 14 أكتوبر 1966       | 23 مارس 1967                |
|             | وكالة ضمان الاستثمار متعدد الأطراف        | 25 سبتمبر 1998       | 12 أبريل 1988               |
|             | منظمة حظر الأسلحة الكيميائية              | ?                    | ?                           |
|             | الأمم المتحدة                             | 19 نوفمبر 1946       | 17 سبتمبر 1991              |
|             | منظمة الشرطة الجنائية الدولية             | ?                    | ?                           |
|             | البنك الدولي للإنشاء والتعمير             | 27 ديسمبر 1945       | 26 أغسطس 1955               |
|             | الفريق المعني برصد الأرض                  | ?                    | ?                           |
|             | الاتحاد البريدي العالمي                   | ?                    | ?                           |
|             | منظمة التجارة العالمية                    | ?                    | ?                           |
|             | المنظمة الهيدروغرافية الدولية             | ?                    | ?                           |
|             | نظام تحكم تكنولوجيا القذائف               | 1993                 | 2001                        |

## وصلات خارجية
- موقع وزارة الخارجية الآيسلندية
- موقع وزارة الخارجية الكورية الجنوبية